# Romulus Zachariah Linney

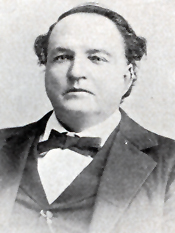
Romulus Zachariah Linney

Romulus Zachariah Linney (* 26. Dezember 1841 im Rutherford County, North Carolina; † 15. April 1910 in Taylorsville, North Carolina) war ein US-amerikanischer Politiker. Zwischen 1895 und 1901 vertrat er den Bundesstaat North Carolina im US-Repräsentantenhaus.

## Leben
Romulus Linney besuchte die öffentlichen Schulen seiner Heimat sowie das York’s Collegiate Institute und die Doctor Millen’s School. Während des Bürgerkrieges diente er im Heer der Konföderation. Nach einer Verwundung in der Schlacht bei Chancellorsville musste er den Militärdienst quittieren. Nach seiner Rückkehr nach North Carolina setzte er zunächst seine Ausbildung an der Doctor Millen’s School fort. Danach betätigte er sich in der Landwirtschaft. Nach einem anschließenden Jurastudium und seiner 1868 erfolgten Zulassung als Rechtsanwalt begann er in Taylorsville in diesem Beruf zu arbeiten. Gleichzeitig schlug er als Mitglied der Republikanischen Partei eine politische Laufbahn ein. In den Jahren 1870, 1873 und 1882 saß er im Senat von North Carolina.
Bei den Kongresswahlen des Jahres 1894 wurde Linney im achten Wahlbezirk von North Carolina in das US-Repräsentantenhaus in Washington, D.C. gewählt, wo er am 4. März 1895 die Nachfolge von William H. Bower antrat. Nach zwei Wiederwahlen konnte er bis zum 3. März 1901 drei Legislaturperioden im Kongress absolvieren. In diese Zeit fiel der Spanisch-Amerikanische Krieg. Nach seinem Ausscheiden aus dem US-Repräsentantenhaus zog sich Romulus Linney aus der Politik zurück. Er starb am 15. April 1910 in Taylorsville.

## Weiteres
Er ist Ur-Ur-Großvater der Schauspielerin Laura Linney.